# Poanopsis
Poanopsis is een geslacht van vlinders van de familie dikkopjes (Hesperiidae).

## Soorten
- P. pupillus (Plötz, 1883)
- P. puxillius (Mabille, 1891)